# Hörbich
Hörbich è un comune austriaco di 424 abitanti nel distretto di Rohrbach, in Alta Austria.